# كوينتو فيسينتينو
كوينتو فيسينتينو (بالإيطالية: Quinto Vicentino)‏ هي مدينة وبلدية في مقاطعة فشنزة بمنطقة فنيتة، شمال إيطاليا.